# Заслуженный геолог Республики Беларусь
«Заслуженный геолог Республики Беларусь» (бел. Заслужаны геолаг Рэспублікі Беларусь) — почётное звание в Республике Беларусь. Присваивается по распоряжению Президента Республики Беларусь профессиональным работникам геодезических служб за большие заслуги в области геологии.

## Порядок присваивания

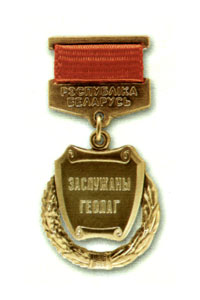
Изображение награды до 2020 года

Присваиванием почётных званий Республики Беларусь занимается Президент Республики Беларусь, решение о присвоении оформляется его указами. Государственные награды (в том числе почётные звания) вручает лично Президент либо его представители. Присваивание почётных званий Республики Беларусь производится на торжественной церемонии, государственная награда вручается лично награждённому, а в случае присваивания почётного звания выдаётся и свидетельство. Лицам, удостоенным почётных званий Республики Беларусь, вручают нагрудный знак.

## Требования
Почетное звание «Заслуженный геолог Республики Беларусь» присваивается высокопрофессиональным инженерно-техническим, научным работникам, а также другим работникам геологических, геофизических, гидрогеологических, топографо-геодезических служб и научно-исследовательских геологических организаций, работающим по специальности не менее 10 лет, за большие заслуги в области геологии и разведки недр, значительный вклад в создание и расширение минерально-сырьевой базы Республики Беларусь, разработку и внедрение в геологоразведочное производство передовых технологий.

## Награждённые
- Пётр Захарович Хомич (18 июня 2003)
- Валерий Николаевич Бескопыльный (29 июля 2010)
- Богдан Мартынович Пьех (23 ноября 2011)